# Индо-Тихоокеанское командование Вооружённых сил США
Индо-Тихоокеанское командование (англ. United States Indo-Pacific Command (USPACOM)) — единое командование в составе Вооружённых сил США, отвечающее за планирование операций и управление американскими войсками в случае военных действий в Индо-Тихоокеанском регионе. 
Это старейшее и крупнейшее среди единых командований, которое ранее называлось Тихоокеанское командование ВС США которое было переименовано, в 2018 году, в Индо-Тихоокеанское, с соответствующим расширением его зоны ответственности. Его командир несёт ответственность за военные операции в регионе площадью 260 млн км² или примерно 52 % поверхности Земли, простирающихся от вод у западного побережья США до западного побережья Индии и от Арктики до Антарктики. Командующий подчиняется президенту США через министра обороны.

## Состав
В состав командования входят:
- Тихоокеанское командование Армии США,
- Тихоокеанский флот,
- Тихоокеанские военно-воздушные силы,
- Тихоокеанские силы морской пехоты США,
- Командование силами США в Японии,
- Командование силами США в Корее,
- Командование сил специальных операций в Корее
- Командование сил специальных операций на Тихом океане.

У USINDPACOM также есть три формирования непосредственного подчинения (DRU), такие как Азиатско-Тихоокеанский центр исследований в области безопасности (Asia-Pacific Center for Security Studies), Межвидовой центр разведывательных операций США в Тихоокеанском регионе (U.S. Pacific Command Joint Intelligence Operations Center,), Центр передового опыта в области ликвидации чрезвычайных ситуаций и гуманитарной помощи (Center for Excellence in Disaster Management and Humanitarian Assistance); и постоянное объединённое оперативное соединение (Standing Joint Task Force), Объединённая межведомственная оперативная группа «Запад» (Joint Interagency Task Force West). Штаб-квартира USINDPACOM — Тихоокеанский командный центр им. Нимица-Макартура (Nimitz-MacArthur Pacific Command Center), находится в Кэмп-Смит, штат Гавайи.